# Livistona robinsoniana
Espèce
Synonymes
- Corypha rotundifolia Lam.[2]
- Licuala rotundifolia (Lam.) Blume[2]
- Livistona altissima Zoll.[2]
- Livistona microcarpa Becc.[2]
- Livistona robinsoniana Becc.[2]

Statut de conservation UICN

 VU A1c, D2 : Vulnérable
Livistona robinsoniana est une espèce de plantes de la famille des Arecaceae.

## Changement de nom
Ce nom est maintenant (2011) reconnu comme étant un synonyme de Saribus rotundifolius. L'espèce avait déjà été déplacée vers le genre Saribus par le botaniste germano-néerlandais Carl Ludwig Blume dans une publication de 1838 .

## Publication originale
- The Philippine Journal of Science. Section C, Botany 6: 230. 1911.